# Luserna
Luserna (tiếng Cimbria: Lusérn, tiếng Đức: Lusern) là một comune của tỉnh Trentino ở vùng Trentino-Alto Adige/Südtirol miền Bắc Ý, cách Trento 25 kilômét (16 mi) về phía đông nam. Comune này có diện tích 8,2 kilômét vuông (3,2 dặm vuông Anh).
Lusérn giáp ranh các comune sau: Caldonazzo, Lavarone, Levico Terme, Pedemonte, Rotzo và Valdastico.

## Văn hoá và tiếng Cimbria

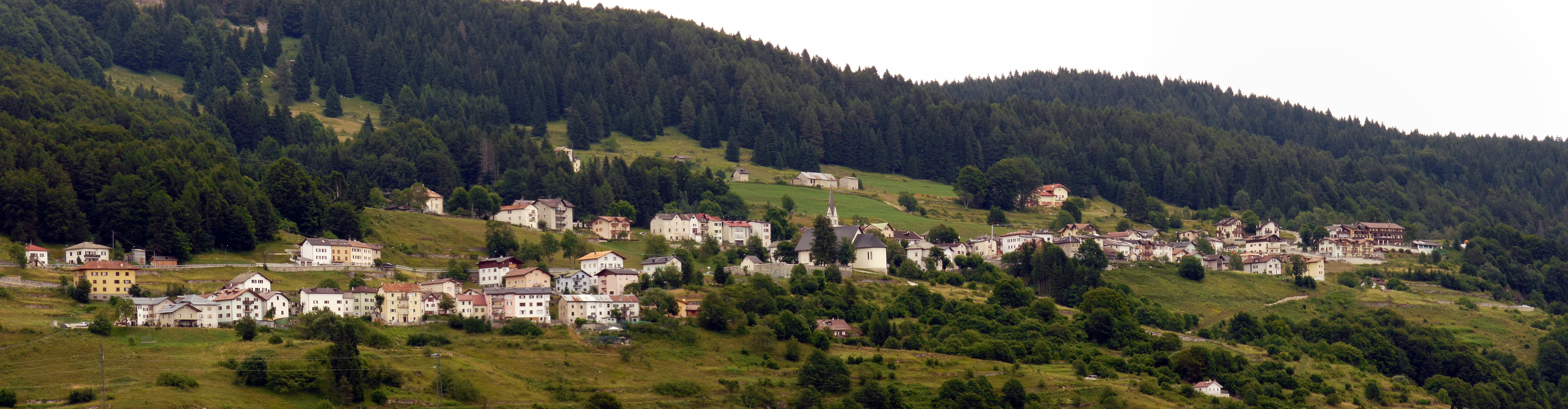
Luserna trông từ Forte (thành) Belvedere Gschwent

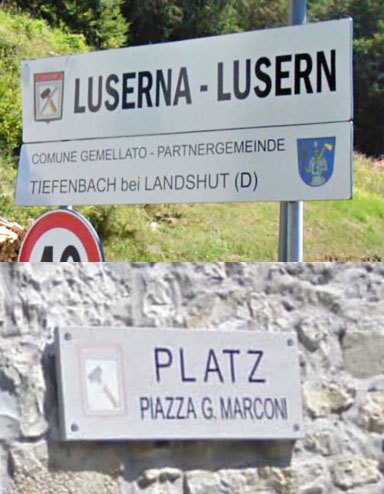
Biển báo song ngữ Ý-Đức

Luserna là tâm điểm các hoạt động liên quan đến văn hoá Cimbria và tiếng Cimbria. Theo thống kê năm 2001, chừng 90% người ở Luserna báo rằng tiếng Cimbria là ngôn ngữ thứ nhất của họ. Trước đây, tiếng Cimbria còn là hiện diện khắp comune Lavarone lân cận cũng như Sette Comuni và Tredici Comuni. Chính quyền địa phương đang ra tay giúp giữ gìn truyền thống văn hoá, ngôn ngữ nơi đây.
Tiếng Cimbria ở Luserna hơi với tiếng Cimbria ở những nơi khác.
| Tiếng Cimbria                                                              | Tiếng Đức                                                                       | Tiếng Anh                                                             |
| -------------------------------------------------------------------------- | ------------------------------------------------------------------------------- | --------------------------------------------------------------------- |
| Vatar ünsar bo Do pist in Hümbl, as da sai haile Doi Nàm. Dain Raich kime. | Vater unser der Du bist im Himmel, geheiligt werde Dein Name. Dein Reich komme. | Our Father who art in heaven, hallowed be thy name. Thy kingdom come, |